# PopMart Tour
PopMart Tour fu il 12º tour del gruppo musicale irlandese U2 in promozione dell'album Pop.
Il tour ebbe 93 spettacoli e circa 3,9 milioni di spettatori paganti.
Del concerto tenuto a Città del Messico fu realizzato il DVD PopMart: Live from Mexico City e il live, pubblicato solo per i membri del fanclub, Hasta la Vista Baby!.

## Presentazione
La conferenza stampa di presentazione avviene al K-Mart di New York in cui, oltre ad esibirsi in alcuni brani, vengono svelati i piani degli U2. Il 3 marzo esce in tutto il mondo il nuovo album Pop. Durante la presentazione del tour, Bono ha dichiarato come il nuovo tour fosse come "se tutte le sere la gente si recasse ad un Super Bowl o ad una finale del campionato del mondo di calcio".
Il tour vede due tappe italiane, la prima il 18 settembre all'aeroporto di Roma-Urbe e davanti a 56.000 persone. Questa data purtroppo è funestata dall'improvvisa morte di uno spettatore a causa di un malore. La seconda due giorni dopo a Reggio Emilia. Quest'ultimo concerto è un evento mondiale: il gruppo ha infatti raccolto ben 146.000 spettatori paganti, record assoluto per una band fino al 1997. Sarà battuto nel 2005 da Ligabue, sempre a Reggio nell'Emilia, con 165.264 spettatori paganti. Durante l'esibizione Bono dedica la serata al fan deceduto a Roma, intonando per l'occasione MLK.

## Scenografie
Il palco è sovrastato da un mega schermo delle dimensioni di 700 metri quadrati, che permette una visione ottimale solo da una certa lontananza.
Il palco, inoltre, è sormontato da un imponente arco giallo alto 33 metri ed è composto da uno schermo di 50 metri per 17, con 21 000 schede di circuiti, un arco dorato alto 30 metri, un'oliva illuminata di 4 metri impalata su uno stuzzicadenti di 30 metri. E ancora 1000 riflettori, una pedana da ballo in plexiglas, un limone motorizzato di 12 metri che si trasforma in una palla di specchi da discoteca e oltre a 100 luci stroboscopiche. Lo scopo è quello di ironizzare sul concetto del kitsch e del prodotto da supermarket, di carente qualità e dall'utilizzo immediato. Il risultato, non essendo all'altezza delle aspettative, costringe la band ad intervenire riprendendo in mano molti brani contenuti nell'album, smussandone le sonorità più techno in altre più consone allo stile U2.
Il progetto di tutte queste scenografie è di Willie Williams.

## Scaletta
I concerti del Popmart Tour erano composti tipicamente da 22-23 canzoni. Ad aprire tutti e 93 i concerti Mofo e I Will Follow, seguite solitamente da Gone, Even Better Than the Real Thing, Last Night on Earth, Until the End of the World, New Year's Day, Pride (In the Name of Love), I Still Haven't Found What I'm Looking For e All I Want Is You. Nella prima leg del tour la posizione delle canzoni era leggermente diversa: al posto di New Year's Day gli U2 suonarono If God Will Send His Angels e, per i primi sei concerti, Do You Feel Loved. Le scalette e le perfomance (giudicate scadenti dalla critica) della prima leg furono condizionate dal fatto che il tour venne organizzato quando ancora gli U2 erano in studio a registrare l'album, la cui fine prevista per le festività natalizie del 1996 si protrasse fino a marzo 1997, lasciando alla band poco tempo per fare delle vere e proprie prove prima della première di Las Vegas dell'aprile 1997..
Dopo All I Want Is You c'era il set acustico sul b-stage, con Bono e The Edge che eseguivano Staring at the Sun (proposta nei primi concerti anche in versione elettrica) e a volte Desire. Elemento caratteristico del PopMart Tour era il cosiddetto "Edge's Karaoke", in cui il chitarrista si esibiva in veri e propri karaoke di canzoni altrui, come Singing In The Rain, Born to Be Wild, Dancing Queen ed altre. Dal concerto di Sarajevo questo spazio venne sostituito da una versione acustica di Sunday Bloody Sunday eseguita sempre da The Edge.
Il set proseguiva con Miami (fino alla quarta leg), Bullet the Blue Sky, Please e Where the Streets Have No Name. Gli encores erano sempre composti da sei canzoni: Discothèque, If You Wear that Velvet Dress, With or Without You, Hold Me, Thrill Me, Kiss Me, Kill Me, Mysterious Ways e One. Come canzone di chiusura s'alternarono diverse canzoni, come la cover di Rain dei The Beatles, Unchained Melody, Wake up Dead Man, 40 o MLK.
Di seguito l'evoluzione della scaletta tra il primo concerto e l'ultimo:
| Las Vegas · 25 aprile 1997 | Johannesburg · 21 marzo 1998 |
| --- | --- |
| 1. Pop Muzik (Pop Mart Mix) Intro 2. Mofo 3. I Will Follow 4. Even Better Than The Real Thing 5. Do You Feel Loved 6. Pride (In The Name Of Love) 7. I Still Haven't Found What I'm Looking For 8. Last Night On Earth 9. Gone 10. Until The End Of The World 11. If God Will Send His Angels 12. Staring At The Sun 13. Daydream Believer The Edge's Karaoke 14. Miami 15. Bullet The Bullet Blue Sky 16. Please 17. Where The Streets Have No Name 18. Discothèque 19. If You Wear That Velvet Dress 20. With Or Without You 21. Hold Me, Thrill Me, Kiss Me, Kill Me 22. Mysterious Ways 23. One | 1. Pop Muzik (Pop Mart Mix) Intro 2. Mofo 3. I Will Follow 4. Gone 5. Even Better Than The Real Thing 6. Last Night On Earth 7. Until The End Of The World 8. New Year's Day 9. Pride (In The Name Of Love) 10. I Still Haven't Found What I'm Looking For 11. All I Want Is You 12. Staring At The Sun acustica 13. Sunday Bloody Sunday 14. Bullet The Blue Sky 15. Please 16. Where The Streets Have No Name 17. Discothèque 18. If You Wear That Velvet Dress 19. With Or Without You 20. Hold Me, Thrill Me, Kiss Me, Kill Me 21. Mysterious Ways 22. One 23. 40 |

### Canzoni suonate[9]
| Boy (1980)                    | I Will Follow (93) |
| October (1981)                | |
| War (1983)                    | New Year's Day (68) - Sunday Bloody Sunday (33) - 40 (4) |
| The Unforgettable Fire (1984) | Pride (In The Name Of Love) (93) - MLK (19) - Bad (9) |
| The Joshua Tree (1987)        | Bullet The Blue Sky (93) - I Still Haven't Found What I'm Looking For (93) - Where The Streets Have No Name (93) - With Or Without You (93) - Mothers Of The Disappeared (4) |
| Rattle And Hum (1988)         | All I Want Is You (58) - Desire (12) |
| Achtung Baby (1991)           | Even Better Than The Real Thing (93) - Mysterious Ways (93) - One (93) - Until The End Of The World (93) |
| Zooropa (1993)                | |
| Original Soundtracks 1 (1995) | Miss Sarajevo (1) |
| Pop (1997)                    | Staring At The Sun (95) - Discothèque (93) - Gone (93) - Last Night On Earth (93) - Mofo (93) - Please (93) - If You Wear That Velvet Dress (90) - Miami (62) - If God Will Send His Angels (24) - Wake Up Dead Man (22) - Do You Feel Loved? (6) |
| Non-album singles             | Hold Me, Thrill Me, Kiss Me, Kill Me (93) |
| B-sides                       | Slow Dancing (2) |
| Inediti                       | She's A Mystery To Me (1) |
| Cover                         | Daydream Believer (27) - Unchained Melody (23) - Rain (6) - Suspicious Minds (6) - Sweet Caroline (6) - Hallelujah (5) - Born To Be Wild (3) - Sugar Sugar (3) - Can't Help Falling In Love (2) - Radar Love (2) - Singin' In The Rain (2) - Volare (2) - All Kinds Of Everything (1) - Dancing Queen (1) - I Love You Love (1) - It's Not Unusual (1) - Macarena (1) - New York, New York (1) - Sailing (1) - San Francisco (Be Sure To Wear Some Flowers In Your Hair) (1) - Stand By Me (1) - Whiskey In The Jar (1) |

## Il concerto di Sarajevo
Nel 1993, durante i concerti dello ZooTV Tour a Verona, gli U2 conobbero Bill Carter, un attivista umanitario che all'epoca operava nella Sarajevo dilaniata dall'assedio jugoslavo. Carter raccontò la realtà quotidiana della capitale bosniaca a Bono, il quale fu subito colpito. Chiese anche se gli U2 fossero disponibili a un concerto direttamente in un bunker della città, e l'idea fu presa in considerazione dalla band, che poi abbandonò per difficoltà organizzative dovute allo stato di guerra in cui versava Sarajevo. Così decisero di stabilire dei collegamenti televisivi con i cittadini di Sarajevo durante i concerti dello ZooTV Tour. Sebbene vennero criticati per questa loro scelta di unire la realtà di una guerra sanguinaria con lo svago di un concerto rock, la band promise che, una volta terminate le ostilità, vi sarebbero venuti per fare un concerto.
L'occasione capitò durante il PopMart Tour e, in data 23 settembre 1997, gli U2 organizzarono il concerto di Sarajevo allo Stadion Kosevo, che solo tredici anni prima aveva ospitato i Giochi olimpici invernali del 1984.
Per stabilire la sicurezza all'interno dello stadio, visto che i 45.000 biglietti vennero acquistati da tutte le etnie in guerra fino a due anni prima, l'ONU stazionò diversi caschi blu per prevenire problemi di ordine pubblico.
La scaletta del concerto era quella tipo di tutti i concerti del tour, se non che Bono quel giorno ebbe gravi problemi alla voce che misero in dubbio lo svolgimento del concerto. Due canzoni fecero il loro debutto nel tour: Sunday Bloody Sunday, proposta in versione acustica dal solo The Edge e che non veniva suonata dal concerto di Napoli del 9 luglio 1993, e - con Brian Eno alle backing vocals - Miss Sarajevo, canzone scritta per il documentario omonimo di Bill Carter e che nella versione in studio (presente su Original Soundtracks 1) gode della partecipazione di Luciano Pavarotti. A fine concerto Bono si appellò alla volontà pacifica del popolo bosniaco, asserendo che "essere uniti è una grande cosa, ma rispettare le differenze è una cosa ancora più grande".

## Artisti d'apertura
La seguente lista rappresenta il numero correlato agli artisti d'apertura nella tabella delle date del tour.
- Rage Against the Machine = 1
- Fun Lovin' Criminals = 2
- Longpigs = 3
- Oasis = 4
- Skunk Anansie = 5
- Die Fantastischen Vier = 6
- Audioweb = 7
- Paradise Now = 8
- Ash = 9
- Cast = 10
- The Seahorses = 11
- Placebo = 12
- Prozac+ = 13
- Casino Royale = 14
- Gazi Huzref Beg choir = 15
- Protest = 16
- Sikter = 17
- Echo Tattoo and Niko Portokalogou = 18
- Apollo 440 = 19

## Date
| Data              | Città             | Stato             | Luogo                                       | Artisti d'apertura | Biglietti (venduti / disponibili) | Incasso      |
| Nord America      | Nord America      | Nord America      | Nord America                                | Nord America       | Nord America                      | Nord America |
| ----------------- | ----------------- | ----------------- | ------------------------------------------- | ------------------ | --------------------------------- | ------------ |
| 25 aprile 1997    | Whitney           | Stati Uniti       | Sam Boyd Stadium                            | 1                  | 36.742 / 36.742                   | $1.866.524   |
| 28 aprile 1997    | San Diego         | Stati Uniti       | Jack Murphy Stadium                         | 1                  | 30.572 / 55.000                   | $1.545.990   |
| 1º maggio 1997    | Denver            | Stati Uniti       | Mile High Stadium                           | 1                  | 28.540 / 50.000                   | $1.432.565   |
| 3 maggio 1997     | Salt Lake City    | Stati Uniti       | Rice Stadium                                | 1                  | 33.277 / 33.277                   | $1.692.732   |
| 6 maggio 1997     | Eugene            | Stati Uniti       | Autzen Stadium                              | 1                  | 25.931 / 35.000                   | $1.293.540   |
| 9 maggio 1997     | Tempe             | Stati Uniti       | Sun Devil Stadium                           | 1                  | 33.539 / 45.000                   | $1.673.317   |
| 12 maggio 1997    | Dallas            | Stati Uniti       | Cotton Bowl                                 | 1                  | 38.043 / 45.000                   | $1.908.637   |
| 14 maggio 1997    | Memphis           | Stati Uniti       | Liberty Bowl Memorial Stadium               | 1                  | 22.734 / 35.000                   | $1.131.570   |
| 16 maggio 1997    | Clemson           | Stati Uniti       | Frank Howard Field                          | 1                  | 20.251 / 36.500                   | $1.043.349   |
| 19 maggio 1997    | Kansas City       | Stati Uniti       | Arrowhead Stadium                           | 2                  | 23.709 / 55.000                   | $1.201.035   |
| 22 maggio 1997    | Pittsburgh        | Stati Uniti       | Three Rivers Stadium                        | 2                  | 27.785 / 45.000                   | $1.376.317   |
| 24 maggio 1997    | Columbus          | Stati Uniti       | Ohio Stadium                                | 2                  | 43.813 / 50.000                   | $2.246.977   |
| 26 maggio 1997    | Washington        | Stati Uniti       | RFK Stadium                                 | 2                  | 42.295 / 44.000                   | $2.149.432   |
| 31 maggio 1997    | East Rutherford   | Stati Uniti       | Giants Stadium                              | 2 ; 3              | 129.644 / 140.000                 | $6.499.131   |
| 1º giugno 1997    | East Rutherford   | Stati Uniti       | Giants Stadium                              | 2 ; 3              | 129.644 / 140.000                 | $6.499.131   |
| 3 giugno 1997     | East Rutherford   | Stati Uniti       | Giants Stadium                              | 2 ; 3              | 129.644 / 140.000                 | $6.499.131   |
| 8 giugno 1997     | Filadelfia        | Stati Uniti       | Franklin Field                              | 2                  | 49.944 / 49.944                   | $2.549.610   |
| 12 giugno 1997    | Winnipeg          | Canada            | Winnipeg Stadium                            | 2                  | 42.270 / 42.270                   | $1.653.884   |
| 14 giugno 1997    | Edmonton          | Canada            | Stadio del Commonwealth                     | 2                  | 90.000 / 90.000                   | $3.493.456   |
| 15 giugno 1997    | Edmonton          | Canada            | Stadio del Commonwealth                     | 2                  | 90.000 / 90.000                   | $3.493.456   |
| 18 giugno 1997    | Oakland           | Stati Uniti       | Oakland-Alameda County Coliseum             | 4                  | 66.990 / 85.000                   | $3.263.243   |
| 19 giugno 1997    | Oakland           | Stati Uniti       | Oakland-Alameda County Coliseum             | 4                  | 66.990 / 85.000                   | $3.263.243   |
| 21 giugno 1997    | Los Angeles       | Stati Uniti       | Memorial Coliseum                           | 1                  | 65.488 / 65.488                   | $3.329.775   |
| 25 giugno 1997    | Madison           | Stati Uniti       | Camp Randall Stadium                        | 2                  | 34.002 / 40.000                   | $1.701.045   |
| 27 giugno 1997    | Chicago           | Stati Uniti       | Soldier Field                               | 2                  | 116.912 / 127.500                 | $5.956.587   |
| 28 giugno 1997    | Chicago           | Stati Uniti       | Soldier Field                               | 2                  | 116.912 / 127.500                 | $5.956.587   |
| 29 giugno 1997    | Chicago           | Stati Uniti       | Soldier Field                               | 2                  | 116.912 / 127.500                 | $5.956.587   |
| 1º luglio 1997    | Foxborough        | Stati Uniti       | Foxboro Stadium                             | 2                  | 93.946 / 93.946                   | $4.719.124   |
| 2 luglio 1997     | Foxborough        | Stati Uniti       | Foxboro Stadium                             | 2                  | 93.946 / 93.946                   | $4.719.124   |
| Europa            |                   |                   |                                             |                    |                                   |              |
| 18 luglio 1997    | Rotterdam         | Paesi Bassi       | Stadion Feijenoord                          | 5                  | 91.832 / 91.832                   | $3.214.484   |
| 19 luglio 1997    | Rotterdam         | Paesi Bassi       | Stadion Feijenoord                          | 5                  | 91.832 / 91.832                   | $3.214.484   |
| 25 luglio 1997    | Werchter          | Belgio            | Werchter Festival Park                      | 5                  | 37.498 / 37.498                   | $1.482.134   |
| 27 luglio 1997    | Colonia           | Germania          | Butzweiler Hof Airfield                     | 6                  | 27.662 / 35.000                   | $1.059.067   |
| 29 luglio 1997    | Lipsia            | Germania          | Festwiese                                   | 6                  | 18.463 / 25.000                   | $702.396     |
| 31 luglio 1997    | Mannheim          | Germania          | Maimarkt-Gelände                            | 6                  | 18.828 / 25.000                   | $716.281     |
| 2 agosto 1997     | Göteborg          | Svezia            | Ullevi                                      | 7                  | 46.658 / 46.658                   | $1.920.178   |
| 4 agosto 1997     | Copenaghen        | Danimarca         | Stadio Parken                               | 7                  | 42.734 / 42.734                   | $2.079.137   |
| 6 agosto 1997     | Oslo              | Norvegia          | Valle Hovin                                 | 7                  | 40.000 / 40.000                   | $1.698.841   |
| 9 agosto 1997     | Helsinki          | Finlandia         | Stadio Olimpico                             | 7                  | 50.943 / 50.943                   | $2.198.97    |
| 12 agosto 1997    | Varsavia          | Polonia           | Ippodromo di Varsavia                       | 7                  | 52.070 / 52.070                   | $1.042.066   |
| 14 agosto 1997    | Praga             | Rep. Ceca         | Stadio Strahov                              | 7                  | 61.010 / 61.010                   | $1.254.201   |
| 16 agosto 1997    | Wiener Neustadt   | Austria           | Wiener Neustadt Airfield                    | 8                  | 62.592 / 62.592                   | $2.017.344   |
| 18 agosto 1997    | Norimberga        | Germania          | Zeppelinfeld                                | 6                  | 29.916 / 29.916                   | $1.153.149   |
| 20 agosto 1997    | Hannover          | Germania          | Messegelände                                | 6                  | 40.183 / 40.183                   | $1.520.437   |
| 22 agosto 1997    | Londra            | Regno Unito       | Stadio di Wembley                           | 3 ; 7              | 144.308 / 144.308                 | $6.753.356   |
| 23 agosto 1997    | Londra            | Regno Unito       | Stadio di Wembley                           | 3 ; 7              | 144.308 / 144.308                 | $6.753.356   |
| 26 agosto 1997    | Belfast           | Regno Unito       | Botanic Gardens                             | 9                  | 39.362 / 39.362                   | $1.669.372   |
| 28 agosto 1997    | Leeds             | Regno Unito       | Roundhay Park                               | 10                 | 53.917 / 53.917                   | $2.458.615   |
| 30 agosto 1997    | Dublino           | Irlanda           | Lansdowne Road                              | 9                  | 85.046 / 85.046                   | $3.441.268   |
| 31 agosto 1997    | Dublino           | Irlanda           | Lansdowne Road                              | 9                  | 85.046 / 85.046                   | $3.441.268   |
| 2 settembre 1997  | Edimburgo         | Regno Unito       | Stadio di Murrayfield                       | 11                 | 50.439 / 50.439                   | $2.318.566   |
| 6 settembre 1997  | Parigi            | Francia           | Parco dei Principi                          | 12                 | 53.519 / 53.519                   | $2.501.742   |
| 9 settembre 1997  | Madrid            | Spagna            | Stadio Vicente Calderón                     | 12                 | 46.385 / 46.385                   | $1.776.728   |
| 11 settembre 1997 | Lisbona           | Portogallo        | Stadio José Alvalade                        | 12                 | 62.114 / 62.114                   | $2.045.906   |
| 13 settembre 1997 | Barcellona        | Spagna            | Stadio olimpico Lluís Companys              | 12                 | 60.096 / 60.096                   | $2.281.165   |
| 15 settembre 1997 | Montpellier       | Francia           | Espace Grammont                             | 12                 | 24.188 / 30.000                   | $1.033.643   |
| 18 settembre 1997 | Roma              | Italia            | Aeroporto di Roma-Urbe                      | 13 ; 14            | 56.392 / 56.392                   | $1.990.073   |
| 20 settembre 1997 | Reggio Emilia     | Italia            | Aeroporto di Reggio Emilia                  | 13 ; 14            | 150.000 / 150.000                 | $5.294.117   |
| 23 settembre 1997 | Sarajevo          | Bosnia-Erzegovina | Stadio Koševo                               | 15 ; 16 ; 17       | 45.000 / 45.000                   | $540.000     |
| 26 settembre 1997 | Salonicco         | Grecia            | Harbour Yard                                | 18                 | 50.000 / 50.000                   | $725.000     |
| 30 settembre 1997 | Tel Aviv          | Israele           | Hayarkon Park                               | 19                 | 31.566 / 35.000                   | $1.809.388   |
| Nord America      |                   |                   |                                             |                    |                                   |              |
| 26 ottobre 1997   | Toronto           | Canada            | Skydome                                     |                    |                                   |              |
| 27 ottobre 1997   | Toronto           | Canada            | Skydome                                     |                    |                                   |              |
| 29 ottobre 1997   | Minneapolis       | Stati Uniti       | Hubert H. Humphrey Metrodome                |                    |                                   |              |
| 31 ottobre 1997   | Detroit           | Stati Uniti       | Silverdome                                  |                    |                                   |              |
| 2 novembre 1997   | Montréal          | Canada            | Stade Olympique de Montréal                 |                    |                                   |              |
| 8 novembre 1997   | Saint Louis       | Stati Uniti       | Trans World Dome                            |                    |                                   |              |
| 10 novembre 1997  | Tampa             | Stati Uniti       | Houlihan's Stadium                          |                    |                                   |              |
| 12 novembre 1997  | Jacksonville      | Stati Uniti       | Jacksonville Municipal Stadium              |                    |                                   |              |
| 14 novembre 1997  | Miami             | Stati Uniti       | Pro Player Stadium                          |                    |                                   |              |
| 21 novembre 1997  | New Orleans       | Stati Uniti       | Louisiana Superdome                         |                    |                                   |              |
| 23 novembre 1997  | San Antonio       | Stati Uniti       | Alamodome                                   |                    |                                   |              |
| 26 novembre 1997  | Atlanta           | Stati Uniti       | Georgia Dome                                |                    |                                   |              |
| 28 novembre 1997  | Houston           | Stati Uniti       | Reliant Astrodome                           |                    |                                   |              |
| 2 dicembre 1997   | Città del Messico | Messico           | Foro Sol                                    |                    |                                   |              |
| 3 dicembre 1997   | Città del Messico | Messico           | Foro Sol                                    |                    |                                   |              |
| 9 dicembre 1997   | Vancouver         | Canada            | BC Place                                    |                    |                                   |              |
| 12 dicembre 1997  | Seattle           | Stati Uniti       | Kingdome                                    |                    |                                   |              |
| Sud America       |                   |                   |                                             |                    |                                   |              |
| 28 gennaio 1998   | Rio de Janeiro    | Brasile           | Autódromo Internacional Nelson Piquet       |                    |                                   |              |
| 30 gennaio 1998   | San Paolo         | Brasile           | Estadio Cícero Pompeu de Toledo             |                    |                                   |              |
| 31 gennaio 1998   | San Paolo         | Brasile           | Estadio Cícero Pompeu de Toledo             |                    |                                   |              |
| 5 febbraio 1998   | Buenos Aires      | Argentina         | Estadio Monumental Antonio Vespucio Liberti |                    |                                   |              |
| 6 febbraio 1998   | Buenos Aires      | Argentina         | Estadio Monumental Antonio Vespucio Liberti |                    |                                   |              |
| 10 febbraio 1998  | Santiago del Cile | Cile              | Estadio Nacional Julio Martínez Prádanos    |                    |                                   |              |
| Resto del mondo   |                   |                   |                                             |                    |                                   |              |
| 17 febbraio 1998  | Perth             | Australia         | Burswood Dome                               |                    |                                   |              |
| 21 febbraio 1998  | Melbourne         | Australia         | Waverley Park                               |                    |                                   |              |
| 25 febbraio 1998  | Brisbane          | Australia         | Queensland Sport and Athletics Centre       |                    |                                   |              |
| 27 febbraio 1998  | Sydney            | Australia         | Sydney Football Stadium                     |                    |                                   |              |
| 5 marzo 1998      | Tokyo             | Giappone          | Tokyo Dome                                  |                    |                                   |              |
| 11 marzo 1998     | Osaka             | Giappone          | Osaka Dome                                  |                    |                                   |              |
| 16 marzo 1998     | Città del Capo    | Sudafrica         | Greenpoint-stadion                          |                    |                                   |              |
| 21 marzo 1998     | Johannesburg      | Sudafrica         | Johannesburg Stadium                        |                    |                                   |              |

## Formazione

### U2
- Bono - voce, chitarra semiacustica (Gone, Last Night on Earth, One e Unchained Melody), chitarra acustica (Desire e Staring at the sun)
- The Edge - chitarra, tastiere (New Year's Day),  basso (40), cori, voce (Sunday Bloody Sunday)
- Adam Clayton - basso, chitarra (40)
- Larry Mullen - batteria, percussioni

## Introiti
Il tour non ha portato agli incassi sperati. Le vendite dei biglietti, infatti, sono stati del 20% inferiori alle aspettative e ciò ha portato a cancellare delle date in Nord America e nella propria città natale, Dublino. Lo stesso Bono ha dichiarato come il concerto di apertura, tenuto a Las Vegas, non fosse riuscito bene a causa dei suoi problemi con la voce, oltre al fatto di non aver avuto il tempo di provare bene le nuove canzoni.